# Вашингтон (округ О-Клер, Вісконсин)
Вашингтон (англ. Washington) — місто (англ. town) в США, в окрузі О-Клер штату Вісконсин. Населення — 7662 особи (2020).

## Демографія
Згідно з переписом 2010 року, у місті мешкали 7182 особи в 2758 домогосподарствах у складі 2050 родин. Було 2888 помешкань
Расовий склад населення:
| - 95,3 % — білих - 2,3 % — азіатів - 0,3 % — корінних американців - 0,2 % — чорних або афроамериканців |

До двох чи більше рас належало 1,3 %. Частка іспаномовних становила 1,7 % від усіх жителів.
За віковим діапазоном населення розподілялося таким чином: 24,1 % — особи молодші 18 років, 61,2 % — особи у віці 18—64 років, 14,7 % — особи у віці 65 років та старші. Медіана віку мешканця становила 43,3 року. На 100 осіб жіночої статі у місті припадало 98,7 чоловіків;  на 100 жінок у віці від 18 років та старших — 98,6 чоловіків також старших 18 років.
Середній дохід на одне домашнє господарство  становив 97 697 доларів США (медіана — 66 672), а середній дохід на одну сім'ю — 115 678 доларів (медіана — 76 053). Медіана доходів становила 64 561 долар для чоловіків та 35 208 доларів для жінок. За межею бідності перебувало 11,0 % осіб, у тому числі 20,1 % дітей у віці до 18 років та 7,1 % осіб у віці 65 років та старших.
Цивільне працевлаштоване населення становило 3571 особа. Основні галузі зайнятості: освіта, охорона здоров'я та соціальна допомога — 29,1 %, виробництво — 17,0 %, роздрібна торгівля — 9,8 %, мистецтво, розваги та відпочинок — 8,4 %.